# István Brockhauser
István Brockhauser, né à Budapest le 3 mai 1964, est un joueur de football hongrois, qui occupait la place de gardien de but. Après une carrière professionnelle longue de 17 ans, il a décidé de ranger ses gants en juin 2004.

## Carrière
István Brockhauser commence sa carrière au Vasas Izzó SC, et est transféré au Újpest FC, un des grands clubs hongrois de l'époque, en 1988. Il est titulaire indiscutable au poste de gardien de but, et y remporte ses premiers trophées : le Championnat de Hongrie 1990 et la Coupe de Hongrie en 1992. Ses bonnes prestations en club lui ouvrent les portes de l'équipe nationale, dont il porte 10 fois le maillot entre 1990 et 1992. À la fin de la saison 1991-1992, il quitte Ujpest pour les puissants voisins du Budapest Honvéd. Il  rajoute un nouveau titre de Champion de Hongrie à son palmarès en 1993. En janvier 1996, il quitte le Honvéd pour Gyõr ETO où il termine la saison.
À 32 ans, István Brockhauser décide de tenter sa chance à l'étranger, et il signe au Racing Genk, qui venait de revenir en Division 1 belge. Il devient rapidement un des joueurs préférés des fans limbourgeois, qui scandent son surnom, « Brockie », lors de chaque match à domicile. Membre d'une génération dorée à Genk, avec des joueurs comme Branko Strupar, Souleymane Oularé, Thordur Gudjonsson, Domenico Olivieri, Marc Hendrikx et bien d'autres, il remporte deux Coupes de Belgique, en 1998 et en 2000, ainsi que deux titres de Champion de Belgique en 1999 et en 2002. La saison du second titre est sa dernière à Genk. En concurrence avec Jan Moons pour le poste de gardien de but, il est gravement blessé à la jambe par l'attaquant de Beveren Lee Sang Il, ce qui le tient à l'écart des terrains pendant plus de deux mois. Une fois revenu de blessure, Moons a définitivement pris sa place dans les buts, et István Brockhauser doit se contenter du dernier match de la saison, au cours duquel les fans de Genk lui rendent hommage.
En 2002, il décide de rentrer en Hongrie, à Újpest. Il est deuxième gardien mais ne joue aucun match en deux saisons. Il prend alors la décision de mettre un terme à sa carrière, et devient entraîneur des gardiens du Budapest Honvéd.

### Statistiques saison par saison
| Saison        | Club            | Championnat         | Matches | Buts |
| ------------- | --------------- | ------------------- | ------- | ---- |
| 1987 - 1988   | Vasas Izzó SC   | Nemzeti Bajnokság I | 30      | 0    |
| 1988 - 1989   | Újpest FC       | Nemzeti Bajnokság I | 25      | 0    |
| 1989 - 1990   | Újpest FC       | Nemzeti Bajnokság I | 30      | 0    |
| 1990 - 1991   | Újpest FC       | Nemzeti Bajnokság I | 30      | 0    |
| 1991 - 1992   | Újpest FC       | Nemzeti Bajnokság I | 30      | 0    |
| 1992 - 1993   | Budapest Honvéd | Nemzeti Bajnokság I | 19      | 0    |
| 1993 - 1994   | Budapest Honvéd | Nemzeti Bajnokság I | 30      | 0    |
| 1994 - 1995   | Budapest Honvéd | Nemzeti Bajnokság I | 24      | 0    |
| 1995 - jan.96 | Budapest Honvéd | Nemzeti Bajnokság I | 6       | 0    |
| jan.96 - 1996 | Gyõr ETO        | Nemzeti Bajnokság I | 11      | 0    |
| 1996 - 1997   | KRC Genk        | Jupiler League      | 18      | 0    |
| 1997 - 1998   | KRC Genk        | Jupiler League      | 25      | 0    |
| 1998 - 1999   | KRC Genk        | Jupiler League      | 33      | 0    |
| 1999 - 2000   | KRC Genk        | Jupiler League      | 29      | 0    |
| 2000 - 2001   | KRC Genk        | Jupiler League      | 11      | 0    |
| 2001 - 2002   | KRC Genk        | Jupiler League      | 4       | 0    |
| 2002 - 2003   | Újpest FC       | Borsodi Liga        | 0       | 0    |
| 2003 - 2004   | Újpest FC       | Borsodi Liga        | 0       | 0    |

### Palmarès
- 2 fois Champion de Hongrie avec Újpest en 1990 et avec Budapest Honvéd en 1993.
- 1 fois Vainqueur de la Coupe de Hongrie avec Újpest en 1992.
- 2 fois Champion de Belgique avec Genk en 1999 et en 2002.
- 2 fois Vainqueur de la Coupe de Belgique avec Genk en 1998 et en 2000.